# ティーヴァ
ティーヴァ（現代ギリシャ語: Θήβα [ˈθiva]、現代ギリシャ語ラテン翻字: Thíva）は、ギリシャ共和国中央ギリシャ地方ヴィオティア県にある都市であり、その周辺地域を含む基礎自治体（ディモス）。ヴィオティア県の県都である。
古代ギリシャ時代はテーバイ（古希: Θῆβαι [tʰɛ̂ːbai̯]、古代ギリシア語ラテン翻字: Thē̃bai、テーベ）の名で呼ばれ、アテナイやスパルタと覇権を争った最有力の都市国家のひとつである。また、多くの神話の舞台としても知られる。

## 地理

### 位置・広がり
ティーヴァ市街は、ヴィオティア県東部に位置し、ハルキダから南西へ約29km、県都リヴァディアから北北西へ約41km、首都アテネから北西へ約53km、ラミアから南東へ約100kmの距離にある。ヴィオティア（古名: ボイオーティア）とアッティカを分かつキサイロナス山脈の北麓、ヴィオティア平原の南端にあたる。
自治体（ディモス）としてのティーヴァ市は、2011年の自治体統廃合によってティーヴァ市街から南西方向に大きく広がり、コリンティアコス湾に面する領域を持つ。ティーヴァ市街は市域の北東部に偏しており、ティスヴィ地区（市域最西部）の中心集落であるドンヴレナはティーヴァ市街から西南西へ約30km隔たっている。
市域は、ティーヴァ市街から見たときに北西でオルホメノス市、北東でエヴィア県ハルキダ市、東でタナグラ市に隣接する。南にそびえるキサイロナス山脈は古来よりアッティカとの境界となっているが、マンドラ＝イディリア市との境界線はエリトレスその北側に食い込まれている。ティスヴィ地区の西でリヴァディア市南部と接し、ティスヴィ地区の北・ティーヴァ市街西方のアリアルトス市はティーヴァ市が二方から取り囲む形となっている。

### 地勢
ティーヴァ市街の北方にはイリキ湖 (el:Υλίκη) とパラリム二湖 (el:Παραλίμνη) があり、自然保護区に指定されている。
市域南部からキサイロナス山脈の山岳地帯が続いている。コリンティアコス湾沿岸は山が海へ落ち込む地形となっている。

### 主要な都市・集落
ティーヴァ市域に含まれる人口1000人以上の都市・集落には以下がある。
- ティーヴァ（Θήβα : ティーヴァ地区） - 21,211人
- ヴァイア（Βάγια : ヴァイア地区） - 4,509人
- カパレリ（Καπαρέλλι : プラテエス地区） - 1,549人
- ドンヴレナ（Δομβραίνα : ティスヴィ地区） - 1,188人
- レウクトラ（Λεύκτρα : プラテエス地区） - 1,020人

市の人口の大半はティーヴァに集中し、ヴァイアはティーヴァ西方約15kmに位置する。市域はプラテエス地区・ティスヴィ地区でコリンティアコス湾に面するが、地形の制約から沿岸集落は発展しておらず、最大のものは Αλυκή（ティスヴィ地区、382人）である。

## 歴史

### 古代ギリシャ

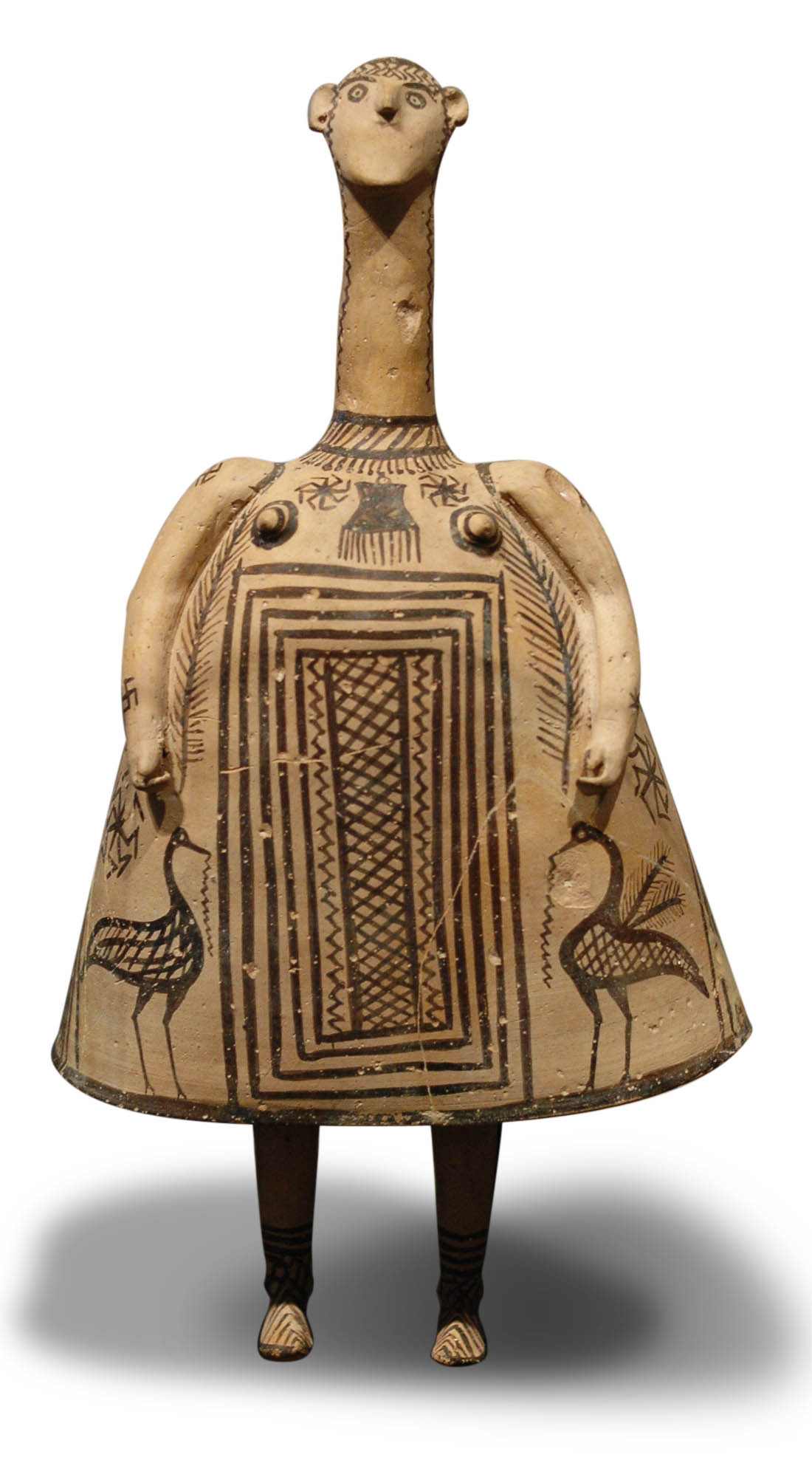
紀元前7世紀、テーバイで作られた陶器の像

ティーヴァ（古名: テーバイ）とその近郊からは青銅器時代にさかのぼる古い遺跡が見つかっている。ミケーネ文明の遺跡からは線文字Bの記された石版も発掘されている。神話にもたびたび登場し、カドモスやオイディプース、ディオニューソスゆかりの地である。
ギリシャの都市国家の時代において、テーバイはボイオーティアで最大の都市であり、ボイオーティア同盟の盟主であった。ペルシャ戦争においては、紀元前480年のクセルクセス1世のギリシャ進攻に際してアケメネス朝ペルシャに味方した。紀元前371年、レウクトラの戦いでエパメイノンダス率いるテーバイ軍はスパルタ軍を破り、テーバイがギリシャの覇権を握ることとなった。しかし、紀元前362年のマンティネイアの戦いでエパメイノンダスをはじめ多くの将軍を失い、覇権は長くは続かなかった。
マケドニア王国のピリッポス2世は、覇権国家だった当時のテーバイに人質として暮らし、エパメイノンダスから教育を受けたとされる。紀元前338年のカイロネイアの戦いで、ピリッポス2世とその子アレクサンドロス3世が率いるマケドニア軍と戦ったテーバイ軍は敗れた。紀元前335年、マケドニアに叛旗を翻したテーバイはアレクサンドロス3世によって破壊され、住民は殺害されるか奴隷として売り飛ばされるかの運命をたどった。

### 再建と中世の繁栄
アレクサンドロス3世の死後、ディアドコイ戦争の中でマケドニアに割拠したカッサンドロスは、紀元前316年にテーバイの再建を認めた。紀元前293年にはアンティゴノス朝のデメトリオス1世によって包囲・占領されているが、テーバイは反旗を翻し、翌紀元前292年には再びデメトリオス1世の包囲を受けている。2回目の攻防戦ではデメトリオス1世も負傷するなどの激しい攻防が繰り広げられたが、最終的に陥落した。激しい抗戦を受けたにもかかわらず、デメトリオス1世はテーバイを穏健に扱っている。紀元前287年、デメトリオス1世はテーバイに自治を認めた。
東ローマ帝国の統治のもとで、ティーヴァは異民族の侵入からの避難場所としての役割を果たすようになった。
10世紀以降、ティーヴァは新たな絹取引の中心地となった。アテネから持ち込まれた石鹸や染料によって絹をめぐる産業が発達し、12世紀の中頃までには、首都コンスタンティノープルすら凌ぐ帝国最大の絹の生産都市となった。ティーヴァの女性はすぐれた織物の技術で知られ、中世においてティーヴァの絹織物は高い品質と評価を得て貴重なものとされた。1146年、ノルマン人による略奪を受けたが、まもなく復興した。都市の繁栄は、第四回十字軍による帝国の解体（1204年）まで続いた。
富裕なティーバは、アテネ公国のラ・ロッシュ家によって首都に選ばれたりもした。1311年にはカタルーニャ傭兵団 (Catalan Company) がこの町を占領し、彼らの国家の首都とした。1379年にはナヴァラ傭兵団 (Navarrese Company) がこの町を占領している。

### オスマン帝国
「ラテン人」たちの支配は、1458年にオスマン帝国がこの地を占領するまで続いた。オスマン帝国はティーヴァの名をイスタフェ（İstefe）と改めた。1687年から1699年にかけてヴェネツィア共和国が占領したことはあったものの、オスマン帝国は1829年まで（名目的には1832年まで）この地を治めた。

## 社会

### 産業
現代のティーヴァは繁華な商業都市であり、多くの産品で知られている。1980年までは農業生産物といくらかの工業製品を生産していたが、1980年代から90年代にかけて多くの工場がアテネに近い南へと移転していった。
この地域の観光業はティーヴァとその周辺の村が中心地である。古代史の舞台となった土地（たとえばプラタイアの戦いの戦跡地）や遺跡が多くあるが、アテネやハルキダといった著名な観光地に比べれば、産業としては成熟していない。

## 行政区画

ヴィオティア県の旧自治体（1999年 - 2010年）

ヴィオティア県におけるティーヴァ市（2011年以後）

### 自治体（ディモス）
ティーヴァ市（Δήμος Θηβαίων）は、ヴィオティア県に属する6つの基礎自治体（ディモス）の一つである。
現在のティーヴァ市は、カリクラティス改革（2011年1月施行）にともない、旧ティーヴァ市を含め4自治体が合併して発足した。旧自治体は、新自治体を構成する行政区（ディモティキ・エノティタ）となっている。
下表の番号は、下に掲げた「旧自治体」地図の番号に相当する。下表の「旧自治体名」欄は、無印がディモス（市）、※印がキノティタ（村）の名を示す。面積の単位はkm²、人口は2001年国勢調査時点。
|    | 旧自治体   | 綴り     | 政庁所在地      | 面積  | 人口   |
| -- | ---------- | -------- | --------------- | ----- | ------ |
| 5  | ヴァイア   | Βάγια    | ヴァイア (el)   | 91.1  | 4,509  |
| 10 | ティーヴァ | Θήβα     | ティーヴァ      | ＊    | 23,820 |
| 11 | ティスヴィ | Θίσβη    | ドンヴレナ (el) | ＊    | 4,480  |
| 15 | プラテエス | Πλαταιές | カパレリ (el)   | 172.5 | 4,715  |

- Διοικητική διαίρεση νομού Βοιωτίας (πρόγραμμα Καποδίστριας) - ヴィオティア県の自治体・集落一覧（1999年 - 2010年）

### 旧自治体（ディモティキ・エノティタ）

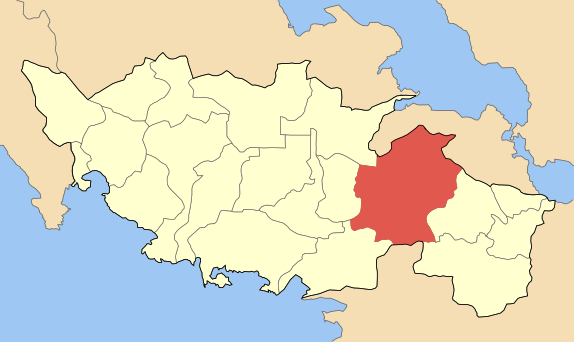
旧ティーヴァ市（1999年 - 2010年）

カリクラティス改革以前の旧ティーヴァ市にあたるティーヴァ地区（Δημοτική ενότητα Θηβαίων）は、以下のキノティタ（都市・村落）から構成される。
表中の Δ.δ. は Δημοτικό διαμέρισμα の略であり、カポディストリアス改革による統廃合（1999年1月施行）以前の旧自治体に由来する区画である。[　] 内は人口（2001年国勢調査）を示す。
| - Δ.δ. Θηβαίων ティーヴァ [ 21,211 ] - η Θήβα ティーヴァ [ 21,211 ] - Δ.δ. Αμπελοχωρίου アンベロホリ [ 324 ] - το Αμπελοχώρι アンベロホリ [ 324 ] - Δ.δ. Ελεώνος エレオナス [ 724 ] - ο Ελεώνας エレオナス [ 724 ] - Δ.δ. Μουρικίου モウリキ [ 619 ] - το Μουρίκι モウリキ [ 437 ] - το Καστρί カストリ [ 10 ] - τα Πλατανάκια [ 172 ] - Δ.δ. Νεοχωρακίου ネオホラキ [ 557 ] - το Νεοχωράκι ネオホラキ [ 557 ] - Δ.δ. Υπάτου イパト [ 385 ] - το Ύπατο イパト [ 382 ] - η Μονή Μεταμορφώσεως Σωτήρος Σαγματά [ 3 ] |

## 交通

### 道路
ティーヴァ市街の北方に、アテネとテッサロニキを結ぶ高速道路A1号線（欧州自動車道路E75号線）が東西に走っている。また、ティーヴァ市街から南ヘキサイロナス山脈を越えてサロニコス湾沿いのエレフシナに至るGR-3号線（欧州自動車道路E962号線）も主要な路線である。
自動車道路
- A1号線 (Motorway 1 (Greece))  : 〔… テッサロニキ - ラミア〕 - ティーヴァ - 〔アテネ〕
- GR-1号線  (Greek National Road 1)  : 〔… テッサロニキ - ラミア〕 - ティーヴァ - 〔アテネ〕
- GR-3号線  (Greek National Road 3)  : 〔… - リヴァディア - アリアルトス〕 - ティーヴァ - 〔エリトレス - エレフシナ〕
- GR-44号線  (Greek National Road 44)  : ティーヴァ - 〔ハルキダ - カリストス〕

欧州自動車道路
- E75号線  (European route E75)  : 〔… - ラミア〕 - ティーヴァ - 〔アテネ - …〕 （GR-1）
- E962号線  (European route E962)  : ティーヴァ - 〔エリトレス - エレフシナ〕 （GR-3）

### 鉄道
アテネとテッサロニキを結ぶ幹線が、市内を通過している。
- ギリシャ国鉄（OSE）
  - 幹線鉄道網（Major Rail network） : 標準軌
    - 〔テッサロニキ〕 - ティーヴァ駅 - 〔アテネ〕

## 著名な出身者
古代
- ピンダロス - 紀元前5世紀の詩人
- ペロピダス - 紀元前4世紀の政治家
- エパメイノンダス - 紀元前4世紀の将軍
- アリスティデス（英語版） - 紀元前4世紀の画家
- ニコマコス（英語版） - 紀元前4世紀の画家
- テーバイのクラテス - 紀元前2世紀の哲学者

近現代
- ハリス・アレクシーウ（英語版） - 歌手（1950年生まれ）